# Hemipogon piranii
Hemipogon piranii är en oleanderväxtart som först beskrevs av Fontella, och fick sitt nu gällande namn av Rapini. Hemipogon piranii ingår i släktet Hemipogon och familjen oleanderväxter. Inga underarter finns listade i Catalogue of Life.